# 穂高病院
穂高病院（ほたかびょういん）は、長野県安曇野市穂高にある医療法人仁雄会が運営する私立病院。

## 沿革
- 1966年 - 開設（病床数24床、診療科内科、産婦人科、外科）[1]。
- 1988年 - 救急指定病院となる[1]。
- 1989年 - 整形外科開設[1]。
- 1993年 - 眼科・形成外科開設[1]。
- 2000年 - 麻酔科開設[1]。
- 2003年 - 透析業務開始[1]。
- 2017年 - 小児科開設[1]。

## 特色
2021年現在、安曇野市内で唯一、出産に対応している病院である。

## 診療科
- 内科
- 整形外科
- 産婦人科
- 小児科
- 眼科
- 外科
- 乳腺・甲状腺科
- 形成外科

## 交通アクセス
- 長野自動車道安曇野ICから 車で約15分
- JR大糸線穂高駅下車　徒歩約7分

## 参照
1. 1 2 3 4 5 6 7  病院沿革
2. ↑  基本方針